# Ksenoplata medicaginis
Ksenoplata medicaginis är en stekelart som beskrevs av Boucek 1965. Ksenoplata medicaginis ingår i släktet Ksenoplata och familjen puppglanssteklar.
Artens utbredningsområde är Algeriet. Inga underarter finns listade i Catalogue of Life.